# Lincoln City Football Club
O Lincoln City Football Club é um clube de futebol da cidade de Lincoln. Atualmente disputa a Football League One, que equivale à terceira divisão do Campeonato Inglês. Ganhou notoriedade no mundo todo após se classificar para as quartas da FA Cup, após eliminar o time da primeira divisão, Burnley FC, em pleno Turf Moor. Foi a primeira vez em 103 anos que um time fora das quatro primeiras divisões chegou as quartas.

## Títulos
- Campeonato Inglês da Terceira Divisão Norte:3

(1931-32) ,(1947-48) e (1951-52)
- Campeonato Inglês da Quarta Divisão: 2

(1975-76) e (2018-19)
- Campeonato Inglês da Quinta Divisão : 2

(1987-88) e (2016-17)
- Johnstone Paint Trophy : 1

(2017-18)